# Vaporización

Este diagrama muestra la nomenclatura para las diferentes transiciones de fase su relación con la variación de la entalpía.

La vaporización es el principal proceso mediante el cual una sustancia cambia de estado líquido a estado gaseoso.
Se denomina ebullición cuando el cambio de estado ocurre por aumento de la temperatura en el interior del líquido; el punto de ebullición es la temperatura a la cual un líquido determinado hierve a una presión dada y permanece constante mientras dure el proceso de cambio de estado.
Se le denomina evaporación cuando el estado líquido cambia lentamente a estado gaseoso, tras haber adquirido suficiente energía para vencer la tensión superficial. A diferencia de la ebullición, la evaporación se produce a cualquier temperatura, siendo más rápida cuanto más elevada está.
En el campo terapéutico, la vaporización denomina el uso medicinal de vapores, en especial en contextos relacionados con aguas termales.
La vaporización, por lo tanto es el cambio de estado de un líquido a un gas. Este proceso puede llevarse a cabo de dos maneras: cuando el paso de líquido a gaseoso se desarrolla en la totalidad de la masa de la sustancia, se habla de ebullición. Se llama punto de ebullición, en este contexto, a la temperatura que hace que un líquido, a una cierta presión, hierva y empiece a atravesar el mencionado cambio de estado; si este último solo se lleva a cabo en la superficie del líquido, el fenómeno se conoce como evaporación.